# Mochlosoma illocale
Mochlosoma illocale là một loài ruồi trong họ Tachinidae.